# Tadeusz Stawarczyk
Tadeusz Stawarczyk (ur. 23 kwietnia 1952 w Namysłowie) – polski biolog specjalizujący się w ornitologii, profesor. 
W 1971 zaczął studia biologiczne na Uniwersytecie Wrocławskim, które ukończył w 1976 r. Po studiach do 1981 pracownik naukowy Akademii Rolniczej, a później Uniwersytetu Wrocławskiego. W 1984 r. uzyskał na Uniwersytecie Wrocławskim stopień doktora, w 1996 doktora habilitowanego, a w 2008 tytuł profesora nauk biologicznych. Specjalizuje się w badaniach ornitologicznych, jest autorem 130 publikacji naukowych (stan na 2008 r.). Od 1995 r. przewodniczący Komisji Faunistycznej Sekcji Ornitologicznej Polskiego Towarzystwa Zoologicznego, a od 2002 r. dyrektor Muzeum Przyrodniczego macierzystej uczelni.  
Współautor dwóch obszernych opracowań książkowych ptaków Polski: 
- A. Dyrcz, W. Grabiński, T. Stawarczyk, J. Witkowski, 1991: Ptaki Śląska. Monografia faunistyczna. Wyd.: Uniwersytet Wrocławski, 525 str.
- L. Tomiałojć, T. Stawarczyk, 2003: Awifauna Polski. Rozmieszczenie, liczebność i zmiany. Wyd.: PTTP „pro Natura”, Wrocław, 870 str.